# Leila de Lima
Leila Norma Eulalia Josefa de Lima y Magistrado (Iriga, Filipinas - 27 de agosto de 1959) es una abogada filipina, activista de derechos humanos, política y profesora de derecho.

## Trayectoria
Fue nombrada por la presidenta Gloria Macapagal Arroyo como presidenta de la Comisión de Derechos Humanos de Filipinas en mayo de 2008 y sirvió en la comisión hasta el 30 de junio de 2010,  cuando fue nombrada por el presidente Benigno Aquino III como Secretaria de Justicia de Filipinas de 2010 a 2015 bajo su administración.Dimitió como Secretaria de justicia el 12 de octubre de 2015, para centrarse en su candidatura a un escaño en el Senado de Filipinas en las elecciones generales filipinas de 2016. Ganó uno de los doce escaños en disputa como senadora en el 18º Congreso de Filipinas.
Conocida como una crítica vocal del gobierno de Duterte, fue arrestada en 2017 por su presunto vínculo con el tráfico de drogas en la prisión de New Bilibid durante su mandato como secretaria de Justicia. Más tarde ese año, recibiría el Premio a la Libertad.
De Lima en 2018, publicó un libro electrónico  titulado "Despachos de Crame I", el 23 de febrero, un día antes del aniversario de su encarcelamiento, se lanzó oficialmente en la oficina de la ciudad de Quezon de la Comisión de Derechos Humanos de Filipinas. El libro electrónico contenía todas las declaraciones y cartas escritas por De Lima desde su detención el 24 de febrero de 2017. También contenía declaraciones de sus simpatizantes de diversas organizaciones y personalidades locales e internacionales.
El 1 de junio de 2018, el libro del consejero espiritual de Lima, P. Se lanzó Robert Reyes, titulado "Preso de conciencia, preso de la esperanza". El libro contenía varios relatos de diferentes personalidades que expresaron sus opiniones y conversaciones con De Lima durante su encarcelamiento.
El 27 de agosto de 2018, con motivo del cumpleaños de la senadora de Lima, publicó su segundo libro, titulado "Lucha por la libertad y otros escritos", que recoge sus discursos, cartas y notas, así como cartas de apoyo de destacadas personalidades. como la vicepresidenta Leni Robredo, la exmiembro del Consejo Legislativo de Hong Kong, Emily Lau, y la presidenta de Liberal International, Juli Minoves

## Premios y reconocimientos
- MetroBank Foundation Professorial Chair for Public Service and Governance (2010)
- Excellent Public Servant Award (2010)
- Defender of People's Rights (2010)
- “Agent of Change” Award (2010)
- Most Outstanding Alumna Award 2010 by San Beda University[9]
- Most Outstanding Alumna Award 2011 by San Beda University
- 2016 Global Thinker Award by Foreign Policy
- Top Most Influential People for 2017 by Time Magazine[10]
- Women Human Rights Defenders for 2017 by Amnesty International
- 2017, Liberal International awarded de Lima the Prize For Freedom, the federation's highest human rights honor. De Lima is the second Filipino to obtain the award after former President Corazon Aquino in 1987.[11]
- 2017 Leading Global Thinker Award[12]
- World's 50 Greatest Leaders for 2018 by Fortune Magazine
- 2018 Southeast Asia's Women to Watch by The Diplomat[13]
- 2018 Most Distinguished Human Rights Defender Award by Amnesty International[14]
- 2018 Women Human Rights Defenders Under Threat recognized by Amnesty International.[15]
- 2018 Human Rights Defenders recognized at the Human Rights Defender World Summit in Paris[16]